# Paraplexippus
Paraplexippus Franganillo, 1930 è un genere di ragni appartenente alla famiglia Salticidae.

## Etimologia
Il nome deriva dal prefisso greco παρά, parà, che significa presso, vicino, accanto, ad indicare la somiglianza dei caratteri con il genere Plexippus.

## Distribuzione
Le due specie oggi note di questo genere sono endemiche dell'isola di Cuba.

## Tassonomia
A dicembre 2010, si compone di due specie:
- Paraplexippus quadrisignatus Franganillo, 1930 — Cuba
- Paraplexippus sexsignatus Franganillo, 1930[2] — Cuba